# Eduardo Rodríguez Veltzé
Eduardo Rodríguez Veltzé (ur. 2 marca 1956 w Cochabamba) – boliwijski działacz państwowy, przewodniczący Sądu Najwyższego, od 10 czerwca 2005 do stycznia 2006 tymczasowy prezydent kraju.
Studiował nauki prawne na Uniwersytecie Świętego Szymona (Universidad Mayor de San Simón) w Cochabamba oraz na Uniwersytecie Harvarda. 
Od 1999 był przewodniczącym Sądu Najwyższego. Objął funkcję prezydenta Boliwii w czerwcu 2005 po rezygnacji niepopularnego szefa państwa Carlosa Mesy Gisberta oraz odmowie przyjęcia stanowiska przez przewodniczących obu izb parlamentu Boliwii, jako szef władzy sądowniczej. W styczniu 2006 przekazał władzę Evo Moralesowi.